# Oratorio di San Fermo
L'Oratorio di San Fermo è situato in località Campora, già frazione del comune di Caneggio ora aggregata al comune di Castel San Pietro.

## Storia
Le prime tracce documentate dell'oratorio risalgono al 1632; l'attuale edificio in stile neoclassico fu eretto nel 1843 su progetto di Luigi Fontana di Muggio. Fu restaurato nel 1975.

## Descrizione
L'oratorio è a pianta centrale, coperto da una cupola a pennacchi all'incrocio dei bracci coperti con volta a botte, con abside semicircolare, campanile laterale ed avancorpo.
All'interno sono presenti statue lignee del XVII e XVIII secolo
e alcuni affreschi attribuiti ad Antonio Rinaldi (1816-1875).